# Philipotabanus caliginosus
Philipotabanus caliginosus är en tvåvingeart som först beskrevs av Luigi Bellardi 1859.  Philipotabanus caliginosus ingår i släktet Philipotabanus och familjen bromsar. Inga underarter finns listade i Catalogue of Life.